# Birketveit
Birketveit ist das Verwaltungszentrum der Kommune Iveland in der norwegischen Provinz Agder.
Das Dorf liegt etwa 8 Kilometer nördlich der Dörfer Skaiå und Bakken und etwa 12 Kilometer westlich des Dorfes Vatnestrøm. Die Iveland-Kirche befindet sich am südlichen Ende des Dorfes. Der kleine See Birketveitstjønna liegt an der Westseite des Dorfes. Hier befindet sich das Gemeindehaus, in dem sich ein kleines Mineral- / Bergbaumuseum befindet. Es gibt auch eine Sporthalle in Birketveit.